# Karauridae
Famille
Les Karauridae sont une famille de salamandres du groupe souche (Caudata), attestée du Jurassique moyen au Jurassique supérieur en Asie centrale (Kazakhstan et Kirghizistan) et en Europe occidentale (Royaume-Uni).

## Description
Les membres de cette famille font partie des plus anciennes salamandres connues,. La famille est unie par plusieurs caractères morphologiques, y compris les os du sommet du crâne. Comme certaines salamandres modernes, les karauridés étaient néoténiques. 
Ces espèces se sont probablement nourris par succion de petits poissons et d'invertébrés.

## Liste des genres
Selon Paleobiology Database (12 octobre 2022) :
- † Karaurus Ivachnenko, 1978 - formation de Karabastau (d) du Jurassique moyen-tardif du Kazakhstan
- † Kokartus Nessov, 1988 - formation de Balabansai (d) du Jurassique moyen du Kirghizistan